# Krieg und Frieden (2007)
Krieg und Frieden (Originaltitel: War and Peace) von Robert Dornhelm ist eine weitere Verfilmung des gleichnamigen historischen Romans von Leo Tolstoi für das Fernsehen. Die Erstausstrahlung der vierteiligen TV-Miniserie erfolgte Ende 2007 auf dem italienischen Fernsehsender Rai Uno. Im Januar 2008 war sie im ZDF und ORF zu sehen.

## Handlung

### Erster Teil
Im Anwesen der Familie Rostow wird ein Fest gefeiert. Wichtige Personen aus dem russischen Adel sind erschienen. Darunter auch Marija Dmitrijewna und ihr Schützling Pierre Besuchow, der uneheliche Sohn des todkranken Grafen Besuchow, der gerade von seinem Studium in Paris zurückgekehrt ist. Während der Feierlichkeiten begegnet die junge Natascha Rostowa Prinz Andrei Bolkonski. Sie verliebt sich in ihn, obwohl er für sie unerreichbar ist. Denn er ist mit Lise verheiratet.
Fürst Wassili Kuragin, Verwalter des Grafen Besuchow, will dessen finanzielles und politisches Erbe besitzen. Noch rechtzeitig treffen Dmitrijewna und Pierre am Sterbebett des Grafen ein, sodass dieser sein Testament und einen persönlichen Brief an den Zaren übergeben kann, in dem er Pierre als legitimen Sohn anerkennt. Währenddessen tobt im Westen Europas der Krieg. Auf der Seite des Kaisertums Österreich ist das Russische Reich in den Krieg gegen den französischen Kaiser Napoleon eingetreten. Um dem eintönigen Leben auf dem Hof zu entkommen, hofft Andrei als Adjutant des Generals Kutusow auf militärischen Ruhm und Anerkennung. Seine Frau Lise bleibt auf dem Landsitz seines von Zar Paul I. verbannten Vaters, wo dieser einen streng geordneten Haushalt führt. Seine Tochter Marija hat darunter schwer zu leiden.
Benebelt vom plötzlichen Reichtum belässt Pierre Besuchow den Verwalter Kuragin im Amt. Kuragins Tochter Hélène versucht Pierre zu verführen, um an dessen Gelder und Privilegien zu gelangen. Mit Hilfe einer erfolgreichen Überzeugung durch ihren Vater steht der naive Pierre bald vor dem Traualtar. Später erkennt Pierre, dass die Heirat ein schwerer Fehler war.
Mit großem Enthusiasmus schließt sich Nikolai Rostow der Armee an. Seine Hoffnungen auf Erfolg innerhalb der Armee werden schnell zerstört: General Kutusow befiehlt den Rückzug seiner Armee vor den schnell vorrückenden Franzosen. Als Angehöriger einer Nachhut muss Nikolai die Sprengung einer wichtigen Brücke vorbereiten, die den Marsch der Franzosen erheblich behindern soll. Die Gelegenheit sich doch noch zu bewähren, ist gekommen. Aber er wird verwundet und in letzter Minute vom Offizier Wassili Denissow gerettet, ein Freund Pierre Besuchows.
Nikolai Rostow stellt seinen Lebensretter seiner Familie vor. Die Dankbarkeit der Natascha versteht Denissow völlig falsch und macht ihr einen Heiratsantrag. Diesen weist ihre Mutter, die Gräfin Rostowa, sofort zurück. Denissow bleibt doch noch ein guter Freund der Familie.
In der Schlacht bei Austerlitz unterliegen die russischen und österreichischen Truppen der französischen Armee unter Napoleon. Andrei Bolkonski wird auf dem Schlachtfeld verwundet, nachdem er tapfer gekämpft hat. Er kommt gerade rechtzeitig nach Hause, als seine Frau bei der Geburt ihres Sohnes stirbt. Pierre nimmt Andrei nach diesem Ereignis mit auf eine Reise zu seinen Ländereien, um ihn aus seiner Depression zu verhelfen. Auf dem Landsitz der Familie Rostow gibt es ein Wiedersehen mit Natascha, die Andrei nicht vergessen hat. Andrei reist vorzeitig ab, um seinen verwirrenden Gefühlen zu entkommen.
Zar Alexander I. und Napoleon schließen den Frieden von Tilsit. Die Verhandlungen werden in Russland mit einem großen Tanzball gefeiert, auf dem Natascha und Andrei sich erneut wiedersehen. Andrei fordert sie zum Tanz auf. Beide erkennen, dass sie füreinander bestimmt sind.

### Zweiter Teil
Der Friedensschluss zwischen dem Zaren Alexander I. und Napoleon verschafft Russland eine Atempause und einen trügerischen Frieden. Bei einem erneuten Besuch Andrei Bolkonskis bei den Rostows vertieft sich die Beziehung zwischen ihm und Natascha. Andrei bittet nun seinen Vater um die Erlaubnis, Natascha Rostowa heiraten zu dürfen. Der alte Fürst Bolkonski ist gegen die Heirat und verlangt ein Jahr Aufschub, um ihre Liebe zu prüfen; insgeheim hofft er aber, damit die Heirat verhindern zu können. In dieser Zeit soll Andrei Dienst beim Stab des Oberkommandos der Russischen Armee an der Grenze zu Polen leisten. Aus Respekt vor seinem Vater willigt Andrei ein. Vor seiner Abreise hält er um Nataschas Hand an. Sie akzeptiert das Trennungsjahr und verspricht, auf ihn zu warten.
Derweil versucht Wassili Kuragin, seinen Sohn Anatol in das Haus Bolkonski einzuführen, da die vermögende Marija Bolkonskaja eine gute Partie wäre. Sie besuchen die Bolkonskis auf ihrem Landsitz. Fürst Bolkonski überlässt die Entscheidung seiner Tochter. Als diese Anatol in flagranti im Treppenhaus mit ihrer Gesellschafterin Mademoiselle Bourienne erwischt, lehnt sie die Heirat ab. Anatol Kuragin übernimmt darauf einen Posten als Hauptmann in der Kavallerie.
Zwischen Pierre Besuchow und seiner Frau Hélène kommt es zu ersten Unstimmigkeiten: Während Pierre ein zurückgezogenes Leben bevorzugt, liebt die Lebedame Hélène große Gesellschaften und bleibt öfters über Nacht weg. Pierre Besuchow gesteht seinem Freund Andrei Bolkonski, dass es ein Fehler war, Hélène zu heiraten. Nachdem Pierre eine anonyme Nachricht erhalten hatte, dass Hélène eine Affäre mit seinem Freund Fjodor Dolochow habe, fordert er diesen zum Duell auf Pistolen. Natascha Rostowa versucht alles, um das Duell zwischen dem unerfahrenen Pierre Besuchow und dem kampferprobten Dolochow zu verhindern. Sie sucht auch Hélène Besuchowa auf und beschwört sie, das Duell zu verhindern. Als diese kein Interesse zeigt, macht ihr Natascha bittere Vorwürfe, dass sie Pierre in den Tod laufen lasse. Hélène fühlt sich durchschaut und weist Natascha aus dem Haus. Nachdem Dolochow überraschend im Duell von Pierre Besuchow angeschossen wird, dieser selber aber unverletzt bleibt, offenbart Hélène ihrem Mann Pierre ihre abgrundtiefe Verachtung für ihn. Dieser bricht in Wut aus und wirft Hélène umgehend aus dem Haus. Auf Vermittlung seines Schwiegervaters Wassili Kuragin arrangiert sich Pierre Besuchow einige Tage später wieder mit seiner Frau Hélène, jedoch nur um den gesellschaftlichen Schein zu wahren.
Die Rostows geraten immer mehr in Geldnöte und sind gezwungen, ihre Besitztümer mit hohen Hypotheken zu belehnen. Als Nikolai Rostow seiner Mutter endlich gesteht, dass er und Sonja sich lieben und er sie heiraten wolle, verweigert die Gräfin Rostowa dieser Verbindung ihren Segen und bittet ihren Sohn inständig, die vermögende Julija Orlowa zu heiraten, um die Familie Rostow vor dem finanziellen Ruin zu bewahren.
Ein Besuch von Natascha Rostowa und ihrem Vater bei den Bolkonskis endet in einem Eklat, provoziert durch Fürst Bolkonski. Natascha verlässt das Haus der Bolkonskis tief gedemütigt. Sie muss erkennen, dass sie im Hause Bolkonski unwillkommen ist und zweifelt mehr und mehr, dass die Heirat mit Andrei Bolkonski zu Stande kommen werde.
Als im Hauptquartier des Oberkommandos bei Oberstleutnant Andrei Bolkonski eine Anzeige eingeht, dass Hauptmann Anatol Kuragin die Tochter eines polnischen Landadeligen verführt und mit einem Kind habe sitzen lassen, stellt Andrei Bolkonski dem geständigen Anatol Kuragin ein Ultimatum, das Mädchen zu heiraten. Anatol Kuragin bleibt nichts Anderes übrig, aber er schwört, dafür an Andrei Bolkonski Rache zu nehmen. Bei einem Opernbesuch lädt Hélène Besuchowa, die Natascha Rostowa seit jenem Vorfall vor dem Duell nicht mehr wohlgesinnt ist, diese in ihre Loge ein, um sie dort mit ihrem Bruder Anatol Kuragin bekannt zu machen. Anatol Kuragin weiß von seiner Schwester, dass Natascha Rostowa die Verlobte von Andrei Bolkonski ist und macht ihr deshalb den Hof. Die von Hélène Besuchowa eingefädelte Intrige nimmt ihren verhängnisvollen Lauf.

### Dritter Teil
Im Haus der Rostows laufen die Vorbereitungen für die Hochzeit Nataschas mit Andrei Bolkonski auf Hochtouren. Natascha Rostowa ist aber immer noch tief beeindruckt von der Begegnung mit Anatol Kuragin in der Oper. Hélène Besuchowa intrigiert erneut und lädt Natascha Rostowa zu einer Soiree ein, wo sie auf Anatol Kuragin trifft. Mit Hilfe seiner Schwester setzt Anatol Kuragin Natascha mittels stürmischer Liebesbriefe, Liebesschwüre und eines fingierten Selbstmordversuchs unter Druck. Natascha ist Anatols Anstürmen nicht gewachsen und lässt sich auf ihn ein. In einem Brief an Marija Bolkonskaja teilt sie dieser mit, dass sie die Verlobung mit Andrei lösen wolle.
Andrei Bolkonski wird zu Verhandlungen zu Napoleon entsandt. Seine Mission scheitert, da Napoleon von der militärischen Überlegenheit seiner Armee überzeugt ist. Als der Zar den Briten erlaubt, den Hafen von St. Petersburg für ihre Kriegsschiffe zu nutzen, erscheint ein Krieg unausweichlich geworden. Französische Truppenbewegungen an der Grenze künden die nahe Invasion an. Andreis Rückkehr nach Moskau verzögert sich.
Die Geldnöte der Rostows spitzen sich zu. Als Nikolai Rostow seinen Vater um Geld bitten muss, um seine immensen Spielschulden bei Fjodor Dolochow bezahlen zu können, zeigt dieser zwar Verständnis, doch muss er zu drastischen Maßnahmen greifen und ein Gut der Familie verkaufen. Marija Bolkonskaja sucht die Rostows auf, um sich für den misslungenen Empfang in ihrem Hause zu entschuldigen. Natascha, immer noch gekränkt, weigert sich jedoch, sie zu empfangen.
Anatol Kuragin plant mit Hilfe von Fjodor Dolochow, Natascha Rostowa zu entführen. Natascha, zur Flucht bereit, wird von Sonja in ihrem Zimmer eingeschlossen. Die Flucht wird von Marija Dmitrijewna und Pierre Besuchow im letzten Moment vereitelt. Als Natascha von Pierre erfährt, dass Anatol Kuragin verheiratet sei, bricht sie zusammen. Pierre Besuchow stellt seinen Schwager Anatol in seinem Haus und gibt ihm Geld, damit sich dieser nie wieder blicken lasse.
Nataschas Brief an Marija Bolkonskaja gelangt durch Mademoiselle Bourienne in die Hände von Fürst Bolkonski. Dieser eröffnet seinem Sohn triumphierend den Inhalt des Briefes und die Affäre seiner Verlobten mit Anatol Kuragin. Trotz der Fürsprache Pierre Besuchows kann Andrei Bolkonski Natascha nicht vergeben und löst die Verlobung nun seinerseits. Natascha, die inzwischen ihren Irrtum eingesehen hat, ist verzweifelt und versucht, sich das Leben zu nehmen. Pierre Besuchow eilt zu ihr und gesteht ihr seine heimliche Liebe.
Napoleon rückt mit seinen Truppen über die Memel und bricht damit den Friedensvertrag mit Russland. Die Invasion hat begonnen. General Kutusow wird in den Kriegsrat berufen und befiehlt die Strategie der verbrannten Erde. Natascha Rostowa wendet sich an Marija Bolkonskaja und bittet diese inständig um Verzeihung. Diese beseelt vom christlichen Gebot der Vergebung ist von Nataschas Aufrichtigkeit überzeugt und bittet ihren Bruder, Natascha zu vergeben. Andrei Bolkonski, der sich vom Glauben entfernt hat, bleibt aber unversöhnlich. Die Offiziere und Soldaten ziehen in den Krieg. Andrei Bolkonski erbittet von General Kutusow die Versetzung zu seinem alten Regiment. Es kommt zu ersten Kampfhandlungen mit den Franzosen, in deren Verlauf sich die Russische Armee zurückziehen muss. Die Bevölkerung flieht und setzt ihre Häuser in Brand. Andrei Bolkonski rät seinem Vater Fürst Bolkonski ebenfalls zu fliehen. Dieser, inzwischen geistig verwirrt, verweist seinen Sohn des Hauses. Im Wahn, die Franzosen zurückschlagen zu können, bewaffnet Fürst Bolkonski seine Leibeigenen.
Pierre Besuchow besucht Andrei Bolkonski an der Front. Dieser ist immer noch beseelt von seinen Rachegedanken gegenüber Anatol Kuragin. General Kutusow erhält vom Zaren den Befehl, die französischen Truppen vor Moskau aufzuhalten. Pierre Besuchow wird so Zeuge der Schlacht bei Borodino und erlebt hautnah die Schrecken des Krieges. Andrei Bolkonski wird während eines Artilleriebeschusses verwundet. Im Feldlazarett liegt er neben dem schwer verwundeten Anatol Kuragin. Er hält dem Sterbenden die Hand und kann so seinen Frieden mit ihm und mit Gott schließen. Pierre Besuchow findet Andrei Bolkonski und entspricht dessen Bitte, ihn zu Natascha Rostowa zu bringen. General Kutusow kann die immensen Verluste in der Schlacht nicht weiter verantworten und befiehlt den Rückzug der Russischen Armee. Damit wird für Napoleon der Weg frei nach Moskau.

### Vierter Teil
Die Franzosen marschieren auf Moskau zu. Die Bevölkerung gibt die Stadt auf. Auch die Rostows packen, um nach Jaroslawl zu fliehen. Ihr jüngster Sohn Petja schließt sich gegen den Willen seiner Mutter der Armee an. Als der Begleitoffizier eines Verwundetentransports Natascha Rostowa um Wasser für seine Männer bittet, lädt diese die verwundeten Soldaten spontan ins Haus der Rostows ein. Sie kann ihre Eltern davon überzeugen, ihr Hab und Gut zurückzulassen, und die verwundeten Soldaten mitzunehmen.
Pierre Besuchow begleitet den schwer verwundeten Andrei Bolkonski auf dem Weg zurück nach Moskau. Als sie beim Haus der Rostows eintreffen, verheimlicht die Familie Natascha die Ankunft Bolkonskis, der in einer verschlossenen Kutsche liegt. Pierre verlässt die Rostows überstürzt. Als Wassili Kuragin und Hélène Pierre Besuchow davon zu überzeugen versuchen, sich mit den Franzosen zu verbünden, kommt es zum endgültigen Bruch zwischen Pierre und Hélène. Pierre Besuchow taucht als Bauer verkleidet unter. Er plant ein Attentat auf Napoleon zu verüben.
Nach dem Tod des alten Fürsten Bolkonski versucht Marija Bolkonskaja dem Rat ihres Bruders folgend, vor den herannahenden Franzosen zu fliehen. Sie wird jedoch von einer Meute rebellierender Leibeigener festgehalten. In diesem Moment kommt Nikolai Rostow mit einigen Offizierskammeraden des Weges und befreit Marija. Er bietet ihr sein Geleit bis hinter die russischen Linien an, um sie in Sicherheit zu bringen.
Als die Franzosen in Moskau einrücken, brennt die Stadt. Pierre Besuchow wird von französischen Soldaten aufgegriffen und als angeblicher Brandstifter zum Tode verurteilt. Er entgeht nur knapp seiner Hinrichtung und wird von den Franzosen eingekerkert. Im Gefängnis lernt er den einfachen Bauern Platon Karatajew kennen und freundet sich mit ihm an. Karatajew lehrt Pierre nicht nur, wie das einfache russische Volk denkt, sondern auch, unter diesen primitiven Verhältnissen zu überleben.
Die Familie Rostow findet außerhalb Moskaus mit den Verwundeten eine Bleibe. Sie sehen in der Nacht den Feuerschein der brennenden Hauptstadt. Als Natascha erfährt, dass sich unter den Verwundeten auch Andrei Bolkonski befindet, eilt sie sofort zu seinem Krankenlager. Sie versöhnen sich, und ihre gegenseitige Liebe ist stärker als zuvor. Nikolai Rostow, der von seiner Mutter über die Situation informiert worden war, findet Marija Bolkonskaja und führt sie zu ihrem Bruder. Sonja erkennt, dass sich Nikolai Rostow von ihr entfremdet hat und sich zu Marija Bolkonskaja hingezogen fühlt. Trotz der gemeinsamen Pflege durch Marija und Natascha erliegt Andrei Bolkonski seinen Verletzungen. Zwischen den beiden Frauen hat sich inzwischen eine innige Freundschaft entwickelt.
Wassili Kuragin und seine Tochter Hélène kollaborieren im besetzten Moskau mit den Franzosen. Hélène wird die Geliebte eines französischen Offiziers. Sie bemerkt zu spät, dass dieser an einer ansteckenden Krankheit leidet. Napoleon muss erkennen, dass er mit seiner Armee in Moskau nicht überwintern kann. Die abziehenden Franzosen nehmen die Gefangenen mit, darunter Pierre Besuchow. Vom langen Marsch in Nässe und Kälte erschöpft, schleppen sich die Gefangenen vorwärts. Als Karatajew entkräftet zusammenbricht, wird er von einem französischen Bewacher erschossen. Pierre Besuchow droht das gleiche Schicksal. Doch eine Abteilung russischer Husaren, darunter Fjodor Dolochow sowie Nikolai und Petja Rostow, greift unter Führung von Wassili Denissow den Zug an. Petja wird bei der Attacke von einer französischen Kugel getötet. Fjodor Dolochow findet Pierre unter den befreiten Gefangenen. Beide bereuen, dass es zum Duell hatte kommen müssen; Dolochow entschuldigt sich bei Pierre.
Nikolai Rostow hat die schmerzliche Pflicht, seine Familie davon zu unterrichten, dass Petja im Kampf gefallen ist. Als sein Brief bei den Rostows eintrifft, erleidet die Gräfin einen Nervenzusammenbruch. Die Russische Armee setzt den mehr fliehenden als abziehenden Franzosen nach und fügt diesen empfindliche Verluste zu. Pierre Besuchow, von der Gefangenschaft und dem langen Marsch gezeichnet, wird von einer Bauernfamilie aufgenommen und gesund gepflegt.
Als die Rostows im Frühling ins völlig zerstörte Moskau zurückkehren, erfahren sie von
Marija Dmitrijewna, dass Hélène Besuchowa verstorben sei, und Wassili Kuragin, wegen der Kollaboration mit den Franzosen geächtet, darüber den Verstand verloren habe. Die Rostows, deren Palais verwüstet ist, finden Unterschlupf bei Marija Bolkonskaja. Als Nikolai Rostow auch eintrifft, muss er sich zwischen Sonja und Marija Bolkonskaja entscheiden. Obschon er Marija liebt, hat der mittellose Nikolai Skrupel, der vermögenden Marija einen Antrag zu machen. Als Nikolai eröffnet, dass er abermals in den Krieg ziehe, da Napoleon nun endgültig unschädlich gemacht werden müsse, bricht Marija in Tränen aus und gesteht ihm ihre Liebe. Nikolai und Marija heiraten in einer feierlichen Zeremonie.
Natascha Rostowa, von Trauer und Sehnsucht getrieben, kehrt in das verwüstete Palais der Rostows zurück. Sie setzt sich an den Flügel und spielt. Sie ist todunglücklich, weil es noch immer keine Nachricht von Pierre Besuchow gibt. In diesem Moment fährt Pierre Besuchow auf einem Bauernkarren vorbei und erinnert sich, dieses Haus zu kennen. Pierre betritt das Palais und er und Natascha fallen sich in die Arme. Sie sind endlich füreinander frei. Sie heiraten und haben zusammen Kinder. Auch Nikolai und Marija haben eine Familie gegründet. Immer im Sommer treffen sie sich auf der Sommerresidenz der Rostows. Der Krieg ist endlich dem Frieden gewichen.

## Hintergrund

Schriftzug auf dem britischen DVD-Cover

Die Produktionskosten betrugen 26 Millionen Euro. Der 150 Mitarbeiter zählende Stab bereiste mit 27 Hauptdarstellern, 15.000 Komparsen und 1500 Pferden 105 Drehorte während 100 Tagen. 2400 historische Kostüme (Uniformen, Ballkleider etc.) wurden hergestellt. Reitstunden absolvierten die Darsteller in Rom. Die Miniserie erreichte laut Eos Entertainment, eine der zahlreichen Produktionsfirmen, durchschnittlich 6,1 Millionen Zuschauer in Frankreich und Italien, und damit einen Marktanteil von 26 Prozent. In Frankreich ergaben 5,25 Millionen Zuschauer einen Marktanteil von 20 Prozent. Durchschnittlich 5,46 Millionen Zuschauer in Deutschland sahen alle vier Folgen der Serie; die letzte erreichte 5,24 Millionen Zuschauer bei einem Marktanteil von 16,2 Prozent.
Gedreht wurde Krieg und Frieden überwiegend in Sankt Petersburg, u. a. im großen Ballsaal des Puschkin-Palastes, im Schloss Peterhof und in der Peter-und-Paul-Festung. Die Stadt ist auch Schauplatz der Szenen des brennenden Moskau. Weil die Besetzung aus zehn verschiedenen Nationen stammte, musste in englischer Sprache gedreht werden. Der Schauplatz der im Film dargestellten Schlachten von Austerlitz und Borodino ist Litauen. Dort kamen 650 Musketen und 15 Kanonen zum Einsatz.

### Premiere
Die international erste Premierevorstellung lief unter dem Titel Guerre et paix ab dem 19. Oktober 2007 in Belgien. Nachfolgend eine Auflistung sämtlicher europäischer Premieredaten.
| Titel             | Land        | Fernsehpremiere   |
| ----------------- | ----------- | ----------------- |
| Guerra e pace     | Italien     | 21. Oktober 2007  |
| Guerre et paix    | Frankreich  | 6. November 2007  |
| Война и мир       | Russland    | 6. November 2007  |
| Wojna i pokój     | Polen       | 25. Dezember 2007 |
| Krieg und Frieden | Deutschland | 6. Januar 2008    |

## Kritiken
„Dornhelms ‚Krieg und Frieden‘ – ein großer Heiratsmarkt. Ein opulentes Gemälde, ein richtiger Schinken. Viel Frieden, wenig Krieg. Die politischen Umstände im Russland zur Zeit der Napoleonischen Kriege blieben bisher weitgehend ausgeklammert. Was schade ist, denn das würde dem spannungslosen, langsamen Film ein wenig Tempo geben. Aber Politik ist nicht so Dornhelms Sache.“

„Dennoch, dieses europäische Fernsehunternehmen namens ‚Krieg und Frieden‘ verdient Respekt. Übrigens nicht zuletzt deshalb, weil man sich im Verlauf seiner vierhundert Minuten zunehmend weniger fragt, weshalb man heute einen solchen Romanriesen überhaupt noch einmal verfilmen sollte. Der Sinn des Unterfangens liegt also in ihm selbst. Das ist nicht wenig.“

„Die Neuverfilmung erforscht die Verbindungen und Parallelen der Charaktere, der Beziehungen und der Geschehnisse, die auch ein Licht auf eine sich verändernde Welt werfen. In glitzernden Ballsälen, auf blutigen Schlachtfeldern, in dunklen Kutschen, in üppig ausgestatteten Palästen – ob in rauschender Abendrobe oder mit dem Säbel in der Hand – alles, was Tolstois Romanhelden und die Protagonisten im Film miterleben, führt letztlich zu der Erkenntnis, dass Freundschaft statt Feindseligkeit, Vergebung statt Rache, Mitgefühl statt Ignoranz sowie Hilfsbereitschaft und Zusammenhalt dem Menschen die Würde verleihen, ohne die die Spezies wahrscheinlich längst ausgestorben wäre.“

„Der Event-Vierteiler ‚Krieg und Frieden‘ belegt eindrucksvoll, dass hochwertige Literaturverfilmungen auch in der Prime-Time ein großes Publikum finden. Gerade die überdurchschnittliche Akzeptanz bei höher gebildeten Zuschauern zeigt, dass die pauschale These der Programmverflachung für das ZDF nicht zutrifft. Besonders gefreut hat mich, dass auch mehr unter 30-Jährige als für uns üblich diese anspruchsvolle Fernsehkost genossen haben.“

„Sie [die Schauspieler] alle aber können nicht überspielen, dass Tolstois Gefühlswirren vor historischem Hintergrund im wohltemperierten Euro-TV-Format doch ab und an nach Rosamunde Pilcher aussehen. […] Wer die ganze dramatische Wucht des ausladenden Epos' ermessen und in die viel beschworene Seele ‚des heiligen Mütterchens Russland‘ blicken will, der muss wohl weiter auf die monumentale Kinoversion von Sergej Bondartschuk zurückgreifen – oder eben den Roman zur Hand nehmen.“

## Filmmusik
Unter dem Titel Guerra e Pace veröffentlichte das italienische Plattenlabel Rai Trade im Dezember 2007 die von Jan A. P. Kaczmarek komponierte Filmmusik auf einer Audio-CD. Auf ihr befinden sich zweiundzwanzig Aufnahmen mit einer Gesamtlänge von einer Stunde und siebzehn Minuten.
1. War And Peace (02:35)
2. The Promise Of Things To Come (02:59)
3. Daily Life (03:09)
4. Napoleon Is Coming (01:20)
5. Rostovs (04:18)
6. Andrey And Liza (05:34)
7. Austerlitz (06:17)
8. Andrey And Natasha In Love (07:42)
9. The Grand Ball (02:22)
10. Bezukhov (02:57)
11. Death (05:55)
12. Nicolay At War (02:59)
13. Sonya And Natasha (02:04)
14. Masha Bolkonsky (02:17)
15. Borodino (03:52)
16. Kuragins (06:18)
17. Memories Of Liza (02:00)
18. Pierre Goes To Borodino (01:26)
19. Rostovs Return To Moscow (02:36)
20. Napoleon Is Leaving Russia (02:41)
21. Russian Victory (01:37)
22. Natasha And Pierre (03:59)

## Veröffentlichungen
- Krieg und Frieden (Book Edition, 2 DVDs), Universal Home Entertainment, erschienen am 16. Januar 2008
- Krieg und Frieden (Standard Edition, 2 DVDs), Universal Home Entertainment, erschienen am 21. Februar 2008
- Guerra e Pace (Filmmusik, Audio-CD), Rai Trade, erschienen im Dezember 2007